# Szomjúság (film, 1949)
A Szomjúság (Törst) 1949-ben bemutatott svéd filmdráma Ingmar Bergman rendezésében. A történet egy házaspárról szól, akik Stockholmba tartanak vissza vonattal egy olaszországi utazás után.

## Szereposztás
| Színész         | Karakter        |
| --------------- | --------------- |
| Birger Malmsten | Bertil          |
| Eva Henning     | Rut             |
| Birgit Tengroth | Viola           |
| Hasse Ekman     | Dr. Rosengren   |
| Bengt Eklund    | Raoul           |
| Naima Wifstrand | Miss Henriksson |
| Mimi Nelson     | Valborg         |
| Gaby Stenberg   | Astrid          |

## Fordítás
- Ez a szócikk részben vagy egészben  a   Thirst (1949 film) című angol Wikipédia-szócikk fordításán alapul.  Az eredeti cikk szerkesztőit annak laptörténete sorolja fel. Ez a jelzés csupán a megfogalmazás eredetét és a szerzői jogokat jelzi, nem szolgál a cikkben szereplő információk forrásmegjelöléseként.